# 武内和久
武内 和久（たけうち かずひさ、1971年4月19日 - ）は、日本の政治家、元厚生労働官僚、元コンサルタント、企業経営者。福岡県北九州市長。

## 経歴

### 年譜
- 1971年（昭和46年）- 大分県中津市・杵築市出身の両親の下、佐賀県武雄市に生まれる。以降、幼少期は父親の転勤に伴って大分県豊後大野市、熊本県菊池市、福岡県福岡市と九州各地で過ごす[2][3]。
- 1984年（昭和59年）- 福岡市立石丸小学校卒業。福岡県久留米市の私立久留米大学附設中学校・高等学校に入学。同扶桑学寮に入寮。
- 1990年（平成2年）  - 久留米大学附設中学校・高等学校卒業。東京大学法学部に入学。
- 1994年（平成6年）  - 東京大学法学部卒業。厚生省（現在の厚生労働省）入省。その後一貫して医療/介護/福祉/子育て/年金/雇用分野を中心にキャリアを積む。 医政局（医療、医師等に関する政策）、老健局（高齢者福祉に関する政策）、社会・援護局（生活保護、地域福祉に関する政策）、年金局（年金政策） 職業安定局（高齢者雇用促進に関する政策）、大臣官房等にて社会保障全般（医療、福祉、年金、雇用分野）の政策の企画立案を担当。
- 2001年（平成13年）〜2005年（平成17年） - 米国ワシントンEBRI客員研究員。米国のシンクタンクで医療・年金制度の研究に従事。
- 2005年（平成17年）〜2008年（平成20年） - 在英国日本国大使館（在ロンドン）一等書記官[4]。 外交官として、医療・福祉・年金分野を担当し、英国の政策の情報収集と分析、感染症問題など国際的連携が求められる分野での日英間の交渉等に従事。
- 2009年（平成21年） - 厚生労働省年金局総務課政策調整委員。
- 2010年（平成22年） - 厚生労働省医政局総務課政策調整委員。
- 2011年（平成23年）〜2013年（平成25年） - マッキンゼー＆カンパニー　エキスパート・コンサルタント。 マッキンゼーMBAコース修了。 地域からの医療改革を手がけることを目的として出向。官民連携のプロジェクトに従事。改革派知事らとの連携にて、地方自治体での医療福祉改革を手がける。
- 2013年（平成25年）〜2015年（平成27年） - 厚生労働省社会・援護局福祉基盤課人材確保対策室長 。 「保険医療2035」策定懇親会委員。
- 2015年（平成27年） - アクセンチュア ヘルスケア部門統括マネジング・ディレクター就任。 厚生労働省参与。福岡市 政策参与。 北九州市 政策アドバイザー。東京大学医学部非常勤講師
- 2017年（平成29年） - マッキンゼー＆カンパニー　シニアクライアントアドバイザー就任。
- 2018年（平成30年） - 九州朝日放送「シリタカ!」「アサデス。」、川上政行 朝からしゃべりずき!(KBCラジオ)レギュラーコメンテーター。ラジオ番組で「福岡県知事選挙には出場しない」と名言したが、のちに出馬した。
- 2019年（平成31年） - 福岡県知事選に出馬。副総理兼財務大臣の麻生太郎、参議院議員大家敏志の後押しを受け自由民主党から推薦を受けたものの[5]、現職の小川洋に敗れる[6]。
- 2022年（令和4年）8月 - 翌年冬に行われる北九州市長選挙への立候補を表明[7]。ヘルスケアビジネスを手掛ける[8]BLOOMIN' JAPAN株式会社(旧名: ONE・福岡株式会社) 代表取締役、福岡歯科大学客員教授。慶応義塾大学医学部講師。企業役員顧問、医療法人、社会福祉法人のアドバイザーとして活動。
- 2023年（令和5年）
  - 2月5日 - 北九州市長選挙において、与野党4党の推薦を受けた津森洋介ら3候補を破り当選。
  - 2月20日 - 北九州市長就任。任期は2027（令和9）年2月19日まで。

## 人物
趣味は味噌汁づくりで、自身を「ミソシラー」と称している。公式サイトの自己紹介によるとレシピは1000種類にのぼるという。その他の愉しみは娘と遊ぶこと、読書、筋トレ等だという。
元衆議院議員・福井照の娘婿にあたる。
2001年9月11日、アメリカ同時多発テロ事件発生の際には、ペンタゴン（アメリカ国防総省本庁舎）の真横のマンションに住んでおり、被害状況を目撃していた。

## メディア出演
- 九州朝日放送「シリタカ!」「アサデス。」レギュラーコメンテーター（2018年）
- ネプリーグ （2020年4月20日、フジテレビ）
- マツコの知らない世界 （2020年10月27日、TBS)　- 「マツコの知らない味噌汁の世界」
- RKBラジオ「Pandoプレゼンツ たけうち和久 後輩への手紙」（2021年4月3日 - ）

## 共著
- 僕らが元気で長く生きるのに本当はそんなにお金はかからない 山本雄士 (ディスカヴァー・レボリューションズ、ISBN 9784799313350)（2013）
- 投資型医療 医療費で国が潰れる前に 山本雄士 (ディスカヴァー携書、ISBN  9784799321621)（2017）
- 介護再編 介護職激減の危機をどう乗り越えるか 藤田英明 (ディスカヴァー携書、ISBN 9784799323571)（2018）
- 公平・無料・国営を貫く 英国の医療改革 竹之下泰志 (集英社新書、ISBN  9784087205022)（2009）